# アメリカが沈むとき
『アメリカが沈むとき』（原題：The Enemy Within）は、1994年制作のアメリカ合衆国のスリラー映画。
ジョン・フランケンハイマー監督のポリティカル・スリラー映画『五月の七日間』（1964年）を1997年を舞台に、テレビ映画にリメイクした作品。制作・放映はHBO。
日本ではWOWOWで放送され、放送タイトルは『クライシス・オブ・ペンタゴン/五月の七日間』。

## あらすじ
1997年、イランとイラクは同盟国となり、北朝鮮は核兵器保有国となり、世界情勢は緊迫していた。
そんな中、アメリカ軍参謀本部に勤めるケイシー大佐はひょんなことから、“スラムダンク作戦”なる奇妙な演習が、近く軍とCIAの合同で行われることを知る。それは某国に侵入し核兵器を奪取することを想定しており、10万もの兵士が参加する異常なものだった。しかも、この演習には実弾の発注や、化学兵器の使用許可まで出ていた。
ケイシー大佐がこの演習計画を不審に思った矢先、司法長官が謎の死を遂げる。ケイシー大佐は友人を介して大統領に会い、演習計画のことを話す。実はこの演習計画は、軍備費の増強に消極的な大統領を失脚させるためのクーデター計画だった。ケイシー大佐は計画阻止に向けて動き出す。

## キャスト
- マッケンジー“マック”・ケイシー大佐：フォレスト・ウィテカー
- ウィリアム・フォスター合衆国大統領：サム・ウォーターストン
- R・ペンドルトン・ロイド将軍：ジェイソン・ロバーズ
- ベッツィー・コーコラン：ダナ・デラニー
- チャールズ・ポッター国防長官：ジョセフ・ソマー
- ジェイク：ジョージ・ズンザ
- サラ・マッキャン：イザベル・グラッサー
- ウォルター・ケリー副大統領：デイキン・マシューズ
- ウィリアム・ドーセット中尉：ウィリアム・オリアリー

## その他
製作総指揮を務めたピーター・ダグラスは、『五月の七日間』でケイシー大佐を演じたカーク・ダグラスの息子である。